# Alin Toșca
Alin Toșca (Alexandria, 14 de março de 1992) é um futebolista profissional romeno que atua como defensor atualmente defende o Real Betis

## Carreira
Alin Toșca começou a carreira no Steaua București.